# Scopula commaria
Scopula commaria là một loài bướm đêm trong họ Geometridae.